# 多瑟河畔诺伊施塔特
多瑟河畔诺伊施塔特（德語：Neustadt (Dosse)），简称诺伊施塔特（德語：Neustadt，發音：[ˈnɔʏʃtat] ⓘ），是德国勃兰登堡州东普里格尼茨-鲁平县的城市，面积75.87平方千米，2023年12月31日人口为3,477人。